# Нурдли, Одвар
О́двар Ну́рдли (норв. Odvar Nordli; 3 ноября 1927, Станге, Норвегия — 9 января 2018, Осло) — норвежский политик, премьер-министр Норвегии с 1976 по 1981 год.

## Биография
Родился в деревне Танген коммуны Станге губернии (фюльке) Хедмарк в семье железнодорожного рабочего и домохозяйки. В 1948 году отслужил в армии в норвежской бригаде, дислоцированной в ФРГ (воинское звание капрал). До прихода в политику был дипломированным бухгалтером и работал аудитором до 1961 года.
Был заместителем мэра Станге в 1951—1963 годах, стал членом стортинга от Хедмарка в 1961 году и был переизбран пять раз подряд. Членом правительства стал в 1971 году, заняв пост министра по делам местного самоуправления. С 1969 года глава комитета социальной политики, в 1973—1976 годах глава фракции Норвежской рабочей партии (НРП) в стортинге.
Премьер-министром стал в 1976 году, после отставки Трюгве Браттели с постов главы правительства и НРП. Его кабинет проработал до февраля 1981 года, как раз на это время пришлось бурное развитие нефтедобычи в стране и повышение заработных плат. Правительство проводило праволиберальную политику широких заимствований за рубежом под залог будущих нефтяных доходов. В 1977 году была введена 200-мильная исключительная экономическая зона, что вызвало напряжение в отношениях с СССР, также введшим аналогичную зону в Баренцевом море (в 1978 году было достигнуто временное межправительственное соглашение, ставшее постоянным с 2010 года). В 1978 году был принят закон, оставляющий женщинам на усмотрение возможность аборта до 12-й недели беременности. Выступил против сделки со Швецией, предлагавшей Норвегии стать совладельцем концерна «Volvo», взамен на то, чтобы Швеция стала совладельцем норвежских нефтяных ресурсов. В сентябре 1978 года правительством были введены ограничения на цены и доходы, которые продолжались весь 1979 год, что заметно снизило популярность НРП и правительства.
На парламентских выборах 1977 года НРП достигла успеха, получив 42,5 % голосов и 76 мест в Стортинге (в 1973 — 35,3 % и 62 места), однако на местных выборах 1979 года вновь потеряла голоса (35,9 %).
Был вынужден подать в отставку после того, как в прессу просочились сведения об ухудшившемся состоянии его здоровья и рекомендации врачей оставить пост. В 1981—1985 годах был заместителем председателя фракции НРП и вице-председателем стортинга.
В 1981 году был также назначен губернатором Хедмарка, на этой должности он работал до 1993 года. С 1985 по 1993 год также входил в состав норвежского Нобелевского комитета (1985—1996 годы).
Скончался 9 января 2018 года в Осло от рака предстательной железы.
Автор семи книг, в том числе мемуаров.

## Награды
- Орден Святого Олафа